# Xã Plymouth, Quận Plymouth, Iowa
Xã Plymouth (tiếng Anh: Plymouth Township) là một xã thuộc quận Plymouth, tiểu bang Iowa, Hoa Kỳ. Năm 2010, dân số của xã này là 1.023 người.